# Umeboshi

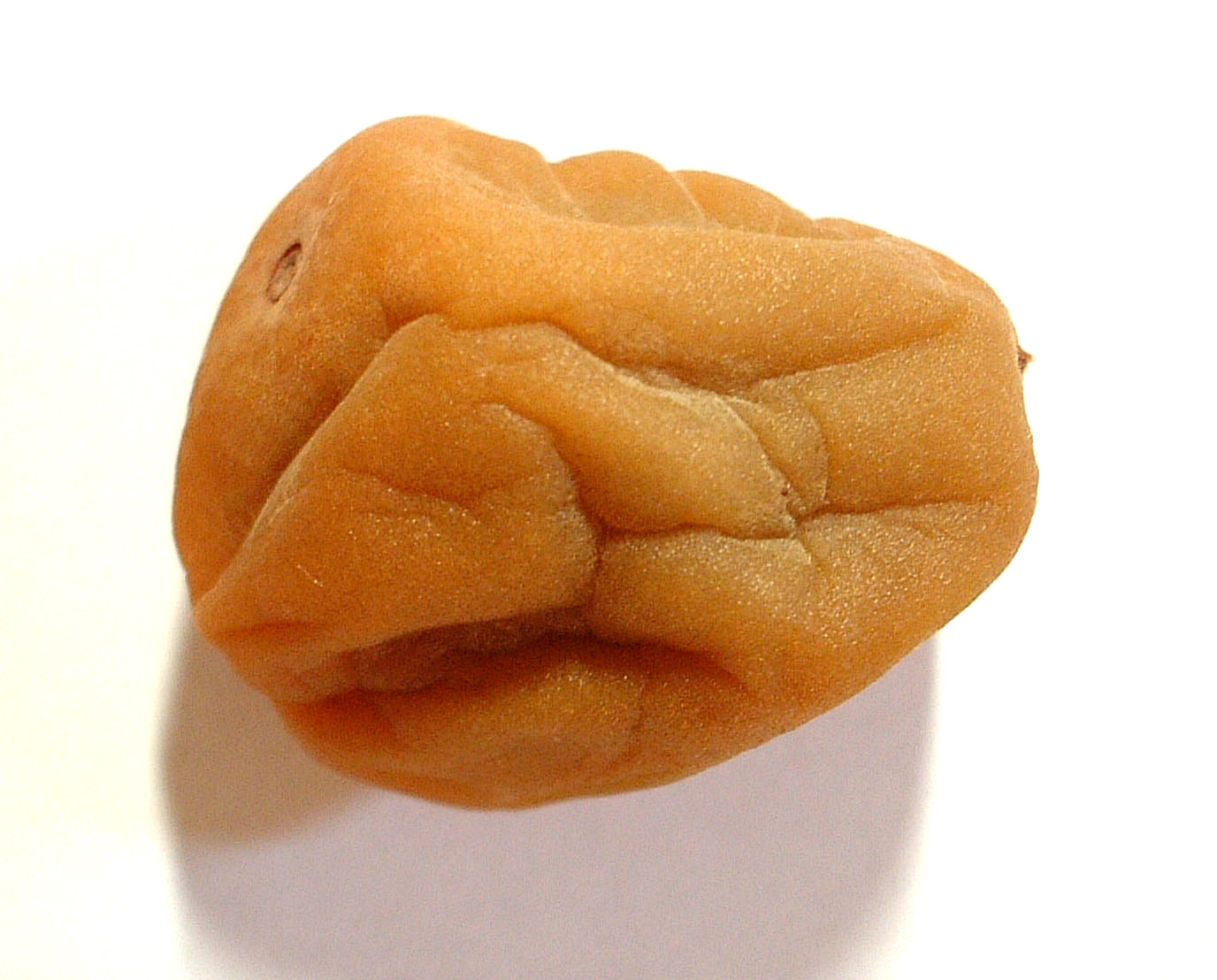
Umeboshi

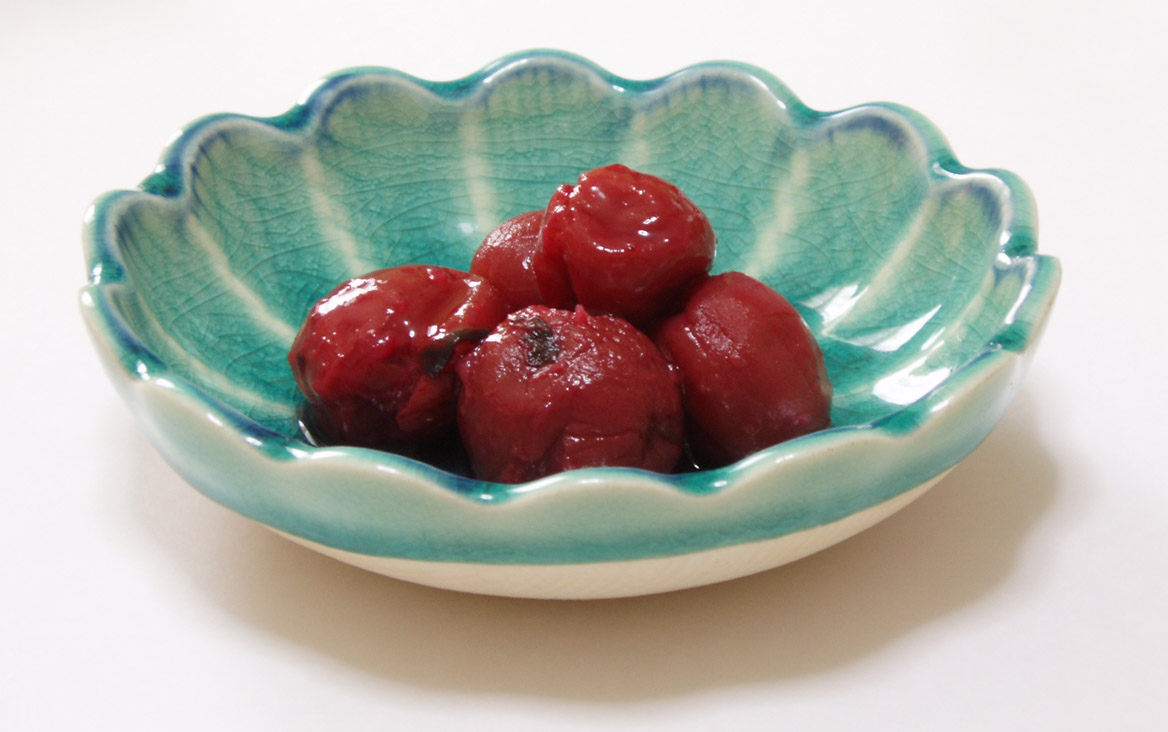
Umezuke (no assecat)

Umeboshi (en japonès:梅干; literalment ume assecat") són fruits ume en vinagre. Ume (Prunus mume) és una espècie de fruit d'un arbre del gènere Prunus. Umeboshi són una mena popular de tsukemono i són extremament àcids i salats, encara que també n'hi ha de dolços. Sovint acompanya l'arròs típic de l'esmorzar.
umezuke és ume no assecat (梅漬け).